# Themistoclesia unduavensis
Themistoclesia unduavensis är en ljungväxtart som beskrevs av Luteyn. Themistoclesia unduavensis ingår i släktet Themistoclesia och familjen ljungväxter. Inga underarter finns listade i Catalogue of Life.